# Staiivka, Sokal
Staiivka (în ucraineană Стаївка) este un sat în comuna Korciv din raionul Sokal, regiunea Liov, Ucraina.

## Demografie
Componența lingvistică a localității Staiivka
     Ucraineană (100%)
Conform recensământului din 2001, toată populația localității Staiivka era vorbitoare de ucraineană (100%).